# Amblyopone denticulata
Amblyopone denticulata é uma espécie de formiga do gênero Amblyopone.